# WochenSpiegel Sachsen
Der WochenSpiegel Sachsen war ein regionales Anzeigenblatt mit 15 Lokalausgaben im ehemaligen Direktionsbezirk Chemnitz. Mit einer verteilten Gesamtauflage von rund 848.500 Exemplaren gehörte der WochenSpiegel zu den wichtigsten Printmedien der Region. Produziert wurde der WochenSpiegel bei der WochenSpiegel Sachsen Verlag GmbH und der WochenSpiegel Erzgebirge Verlags GmbH.

## Geschichte
Am 18. Oktober 1990 erschien die erste Ausgabe des WochenSpiegels in Chemnitz als Produkt der Kölnischen Rundschau. Die Produktion fand in der ehemaligen Platanenstraße (heute Marianne-Brandt-Straße) auf dem Kaßberg statt. In den Jahren 1993/1994 expandierte das Anzeigenblatt mit eigenen Geschäftsstellen in Zwickau, Plauen und Jena. 1994 wurde der WochenSpiegel an die Werbe- und Informationsblatt GmbH & Co. Verlags KG Suhl verkauft. In dieser Zeit wechselte auch das Erscheinungsbild des Titelkopfes von der Farbe Blau zu Rot. 1996 gründete sich der eigenständige „WochenSpiegel Sachsen Verlag“ mit neuem Firmensitz in der Heinrich-Lorenz-Straße in Chemnitz. Im selben Zeitraum erfolgte die Aufnahme in die WVD-Mediengruppe Chemnitz. In Zusammenarbeit mit der Verlagsgesellschaft Bergstraße Aue, der ebenfalls zur WVD-Mediengruppe gehörte, konnten neue Geschäftsstellen, vor allem im Erzgebirge eröffnet werden. 2005 kaufte das Dresdner Druck und Verlagshaus (DD+V, Mutterhaus von Sächsische Zeitung, Döbelner Anzeiger und Morgenpost Sachsen) 50 % des WochenSpiegel Sachsen Verlages, dem mittlerweile zweitgrößten Verlag in Chemnitz. 2008 wurde die WVD-Mediengruppe komplett vom DD+V übernommen. Die „Verlagsgesellschaft Bergstraße Aue“ übernahmen die bisherigen Eigentümer der WVD-Mediengruppe. Zum Jahreswechsel 2013/2014 verkaufte DD+V ihre Anteile an der WVD-Mediengruppe an die Weiss-Gruppe und die Chemnitzer Verlag und Druck GmbH & Co KG, das Mutterhaus der Freien Presse. Am WVD-Tochterunternehmen WochenSpiegel Verlag (Hauptprodukt Wochen Spiegel Sachsen) blieb DD+V weiterhin mit 25 % beteiligt, die restlichen Anteile hielt die Weiss-Gruppe. Am 16. Juli 2014 wurde der WochenSpiegel Sachsen eingestellt. Begründet wurde dies seitens der Eigentümer mit der kurz zuvor von Bundestag und Bundesrat beschlossenen Einführung eines Mindestlohns für Zeitungsausträger. Im Nachgang wurden die DD+V-Mediengruppe, die Chemnitzer Verlag und Druck GmbH sowie die Weiss-Gruppe durch das Kartellamt zu einer Gesamtstrafe in Höhe von 12,4 Millionen Euro wegen unerlaubter Absprachen zum Zwecke einer Marktbereinigung verurteilt.
Der WochenSpiegel Erzgebirge erschien bis Ende 2024.

## Ausgaben und Auflagen im WochenSpiegel Sachsen Verlag
| Titel                                | ADA-geprüfte Auflage* |
| ------------------------------------ | --------------------- |
| Wochenspiegel Chemnitz               | 109.000               |
| Wochenspiegel Chemnitzer Land        | 61.000                |
| Wochenspiegel Zwickau                | 73.700                |
| Wochenspiegel Werdau                 | 27.300                |
| Wochenspiegel Freiberg               | 46.900                |
| Flöha                                | 17.200                |
| Wochenspiegel Mittweida              | 60.800                |
| Wochenspiegel Plauen/Oberes Vogtland | 65.200                |
| Wochenspiegel Auerbach/Reichenbach   | 55.400                |

Quelle: BVDA, ADA(I/2013)
*ADA – Auflagenkontrolle der Anzeigenblätter (siehe BVDA)
Weitere Auflagen
- Die WochenSpiegel Erzgebirge Verlags GmbH produzierte die Ausgaben WochenSpiegel Erzgebirge Aue-Schwarzenberg, WochenSpiegel Erzgebirge Annaberg, WochenSpiegel Erzgebirge Marienberg-Zschopau, WochenSpiegel Erzgebirge Stollberg, WS zum Wochenende Aue-Stollberg und WS zum Wochenende Annaberg / MEK mit einer Gesamtauflage von 329.900 Exemplaren (ADA I/2013).

## Magazine/Amtsblätter des „WochenSpiegels“
Der WochenSpiegel Sachsen Verlag produziert neben den Anzeigenblättern verschiedene Magazine und Amtsblätter. Dazu zählen unter anderem der Gesundheitsratgeber Gesundleben, das Jugend-Magazin Streber, das Monatsblatt City Journal und das Amtsblatt des Landkreises Mittelsachsen, der Mittelsachsenkurier.

## Technische Angaben zum „WochenSpiegel“
| Format  | rheinisches Format                                 |
| Spalten | 7 Spalten, je 43 mm Breite                         |
| Druck   | Rollenoffset ISO 12647-3                           |
| Raster  | 48 L/cm                                            |
| Farben  | Schmuckfarben HKS (Z)-Standard bzw. Euroskala CMYK |

Quelle: Mediadaten; WochenSpiegel Sachsen, Preisliste 18/4, 14. Februar 2014, S. 8.